# Nematus
Nematus es un género de avispillas de la familia Tenthredinidae. Algunas de sus especies como Nematus leucotrochus, Nematus olfaciens y Nematus ribesii comen hojas de árboles frutales y son consideradas serias plagas.

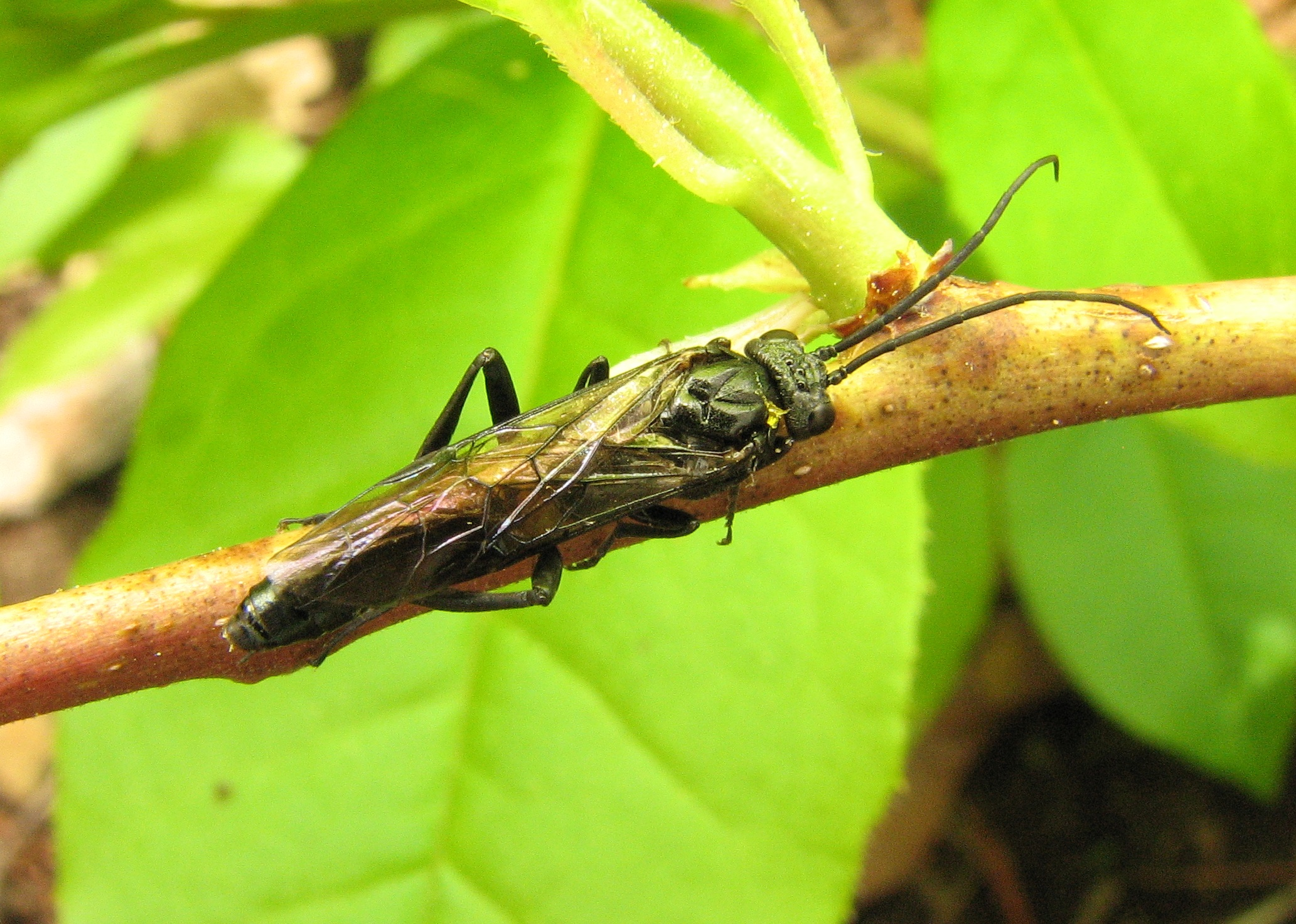
Nematus abbotii

Larvas
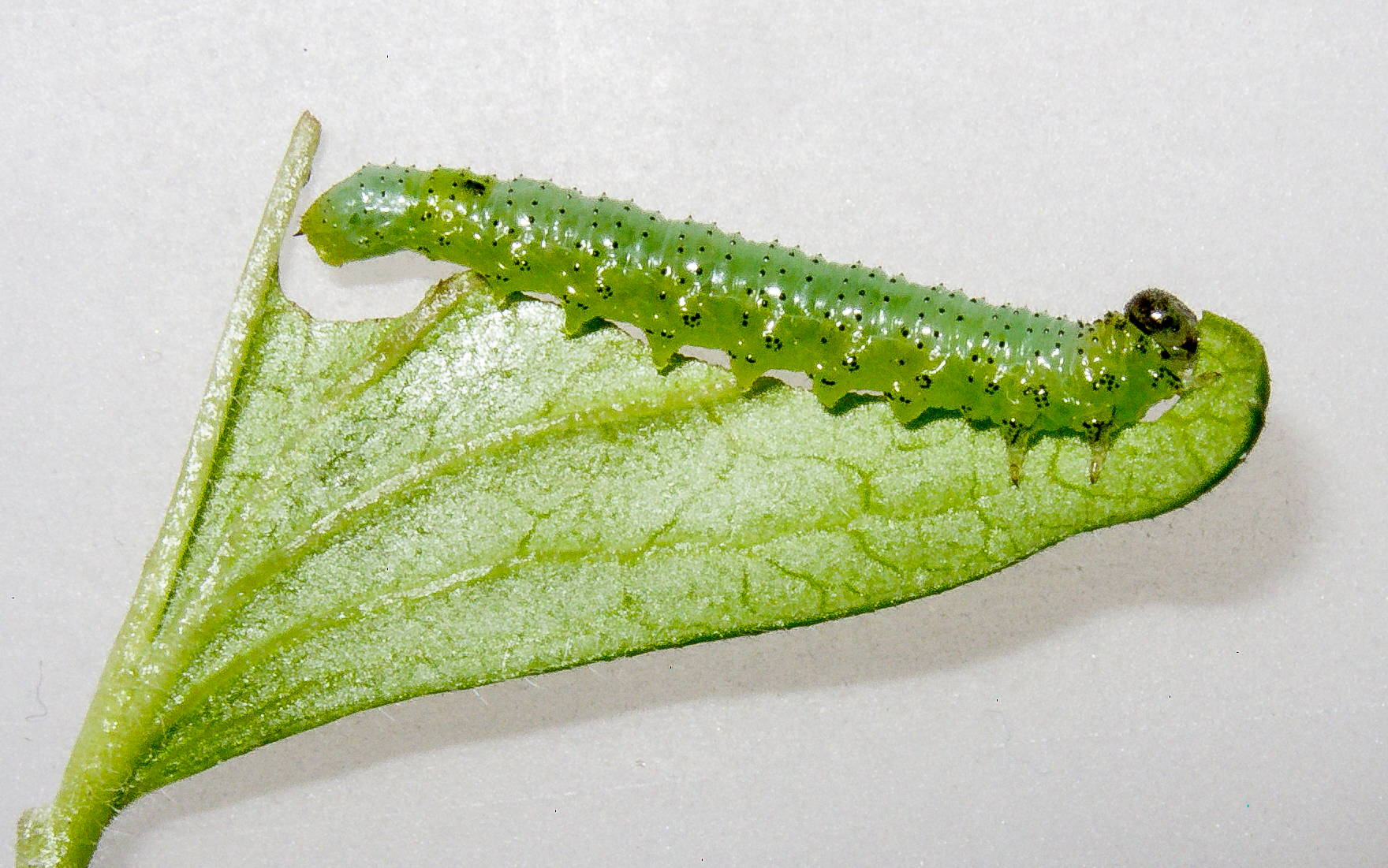
Nematus leucotrochus
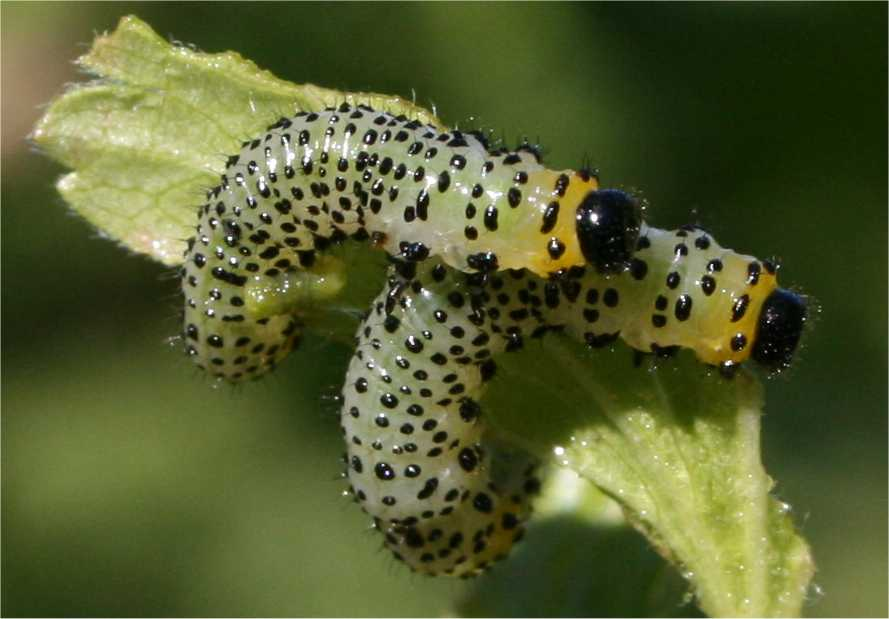
Nematus ribesii
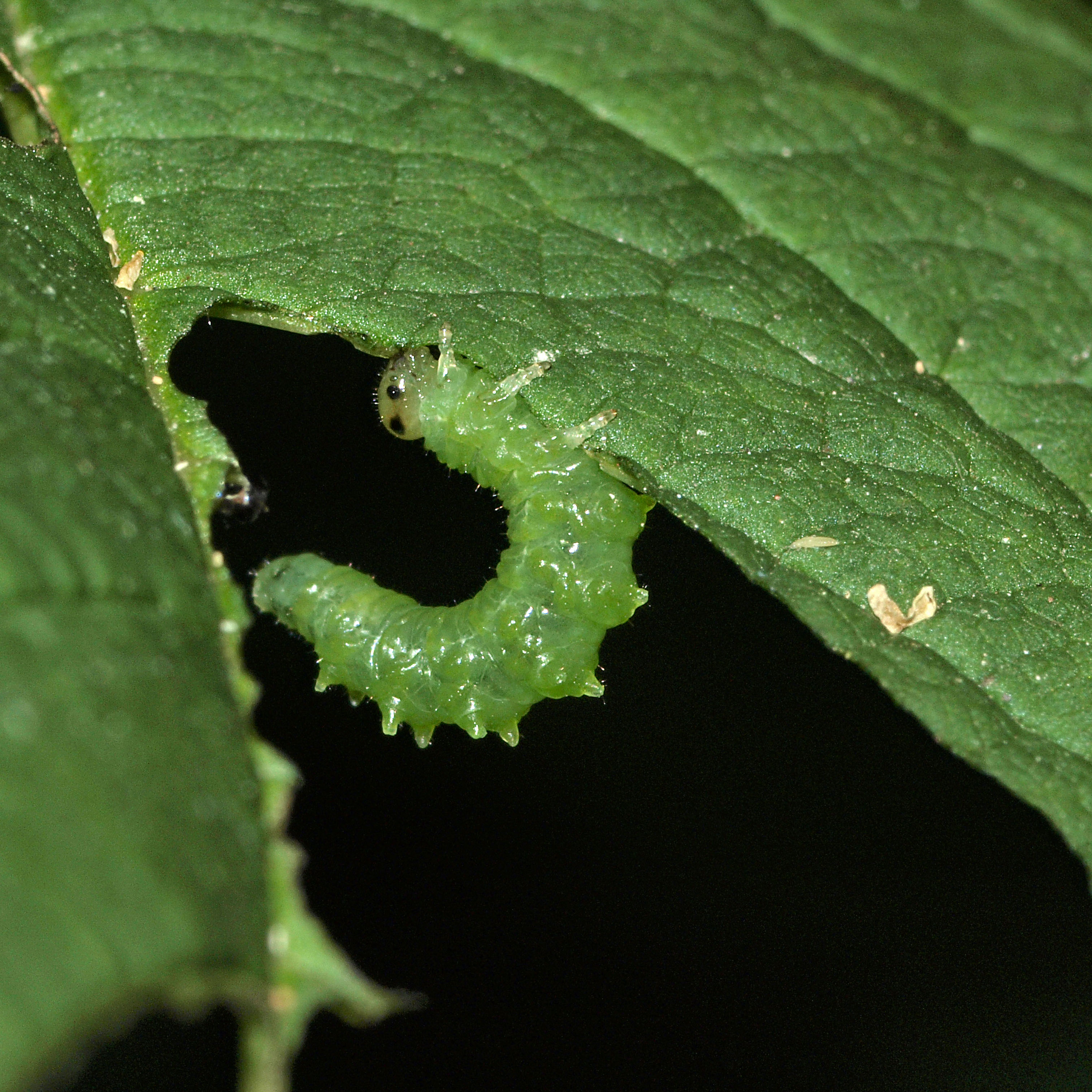
Nematus spiraeae
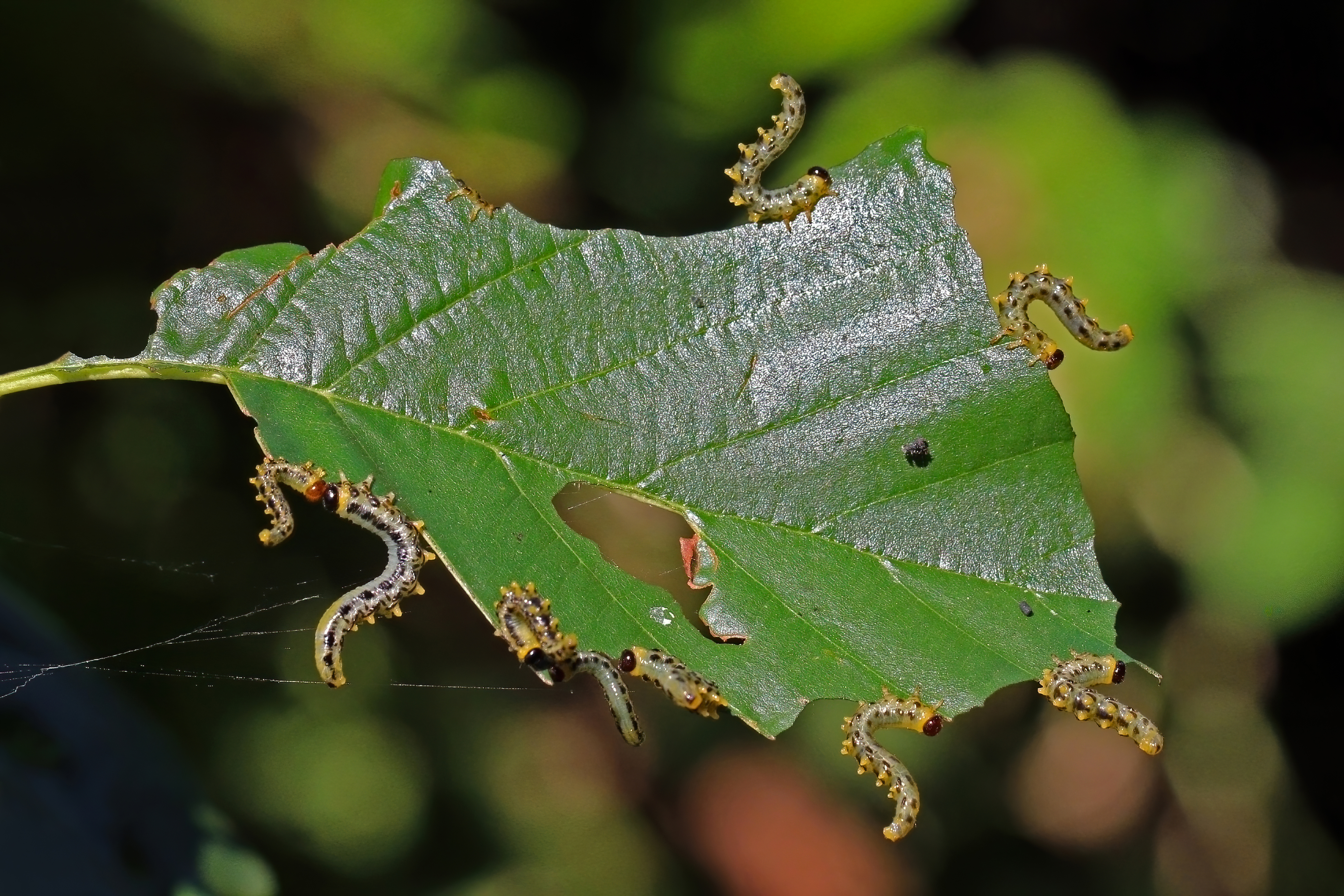
Nematus miliaris

Adultos
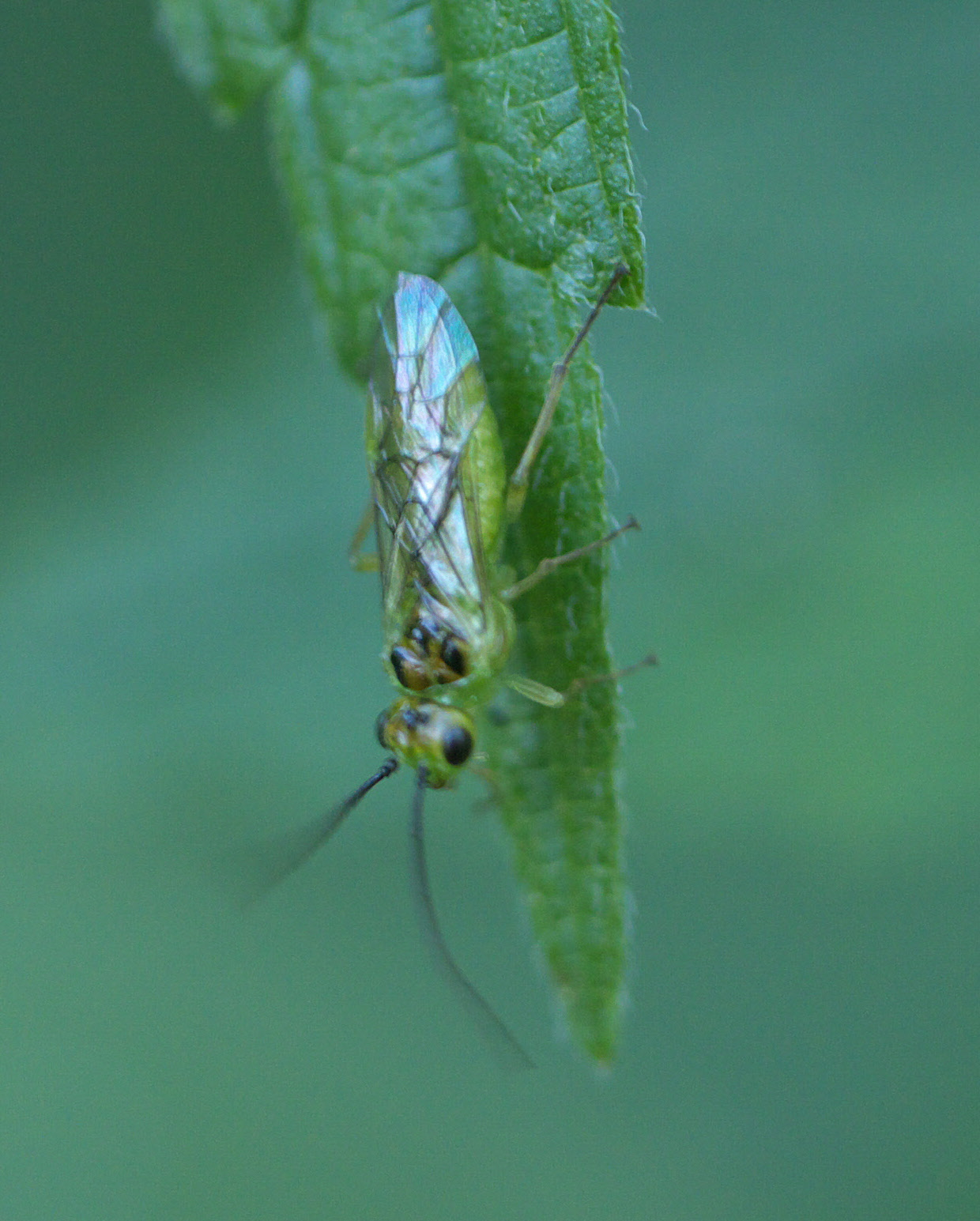
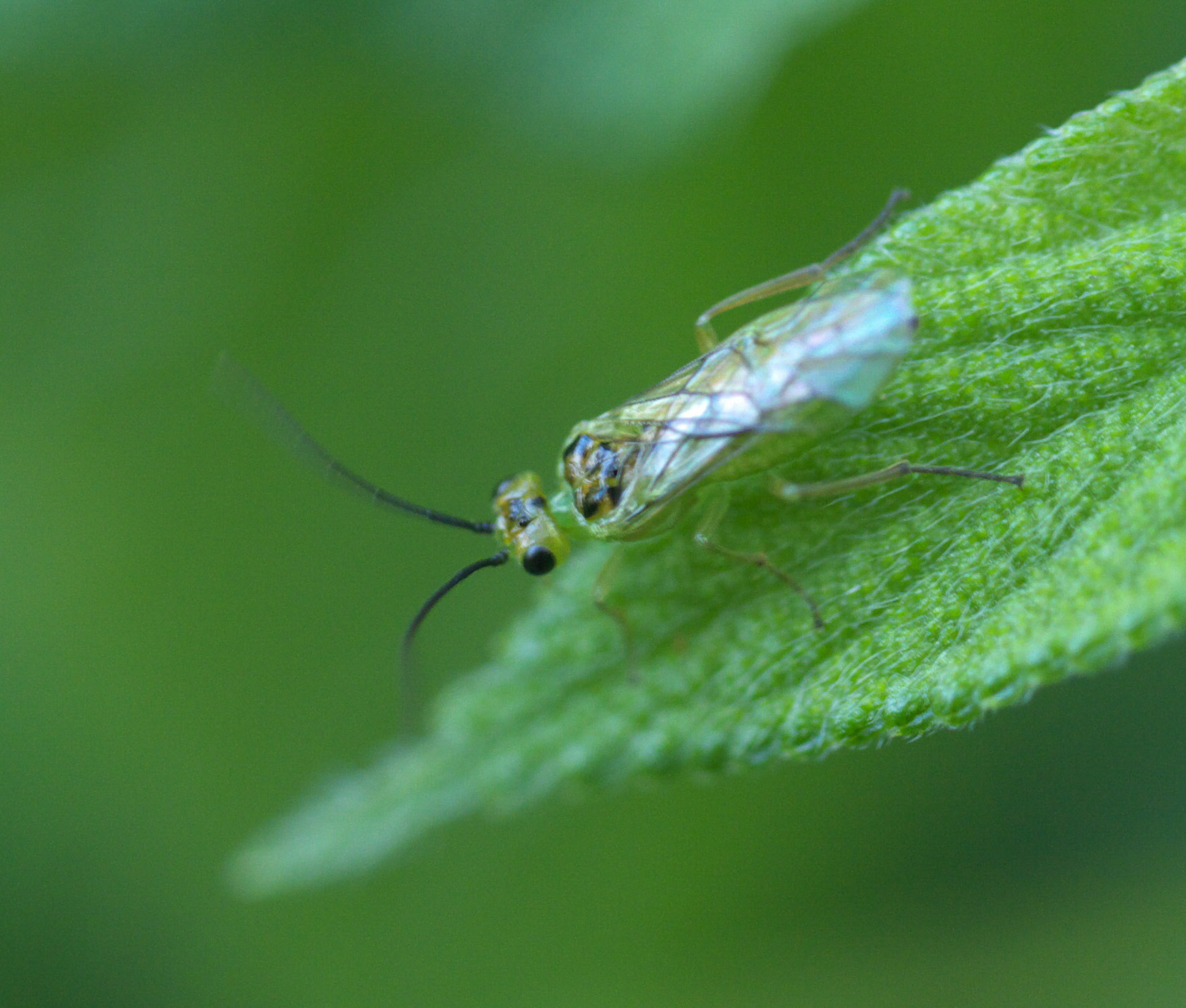
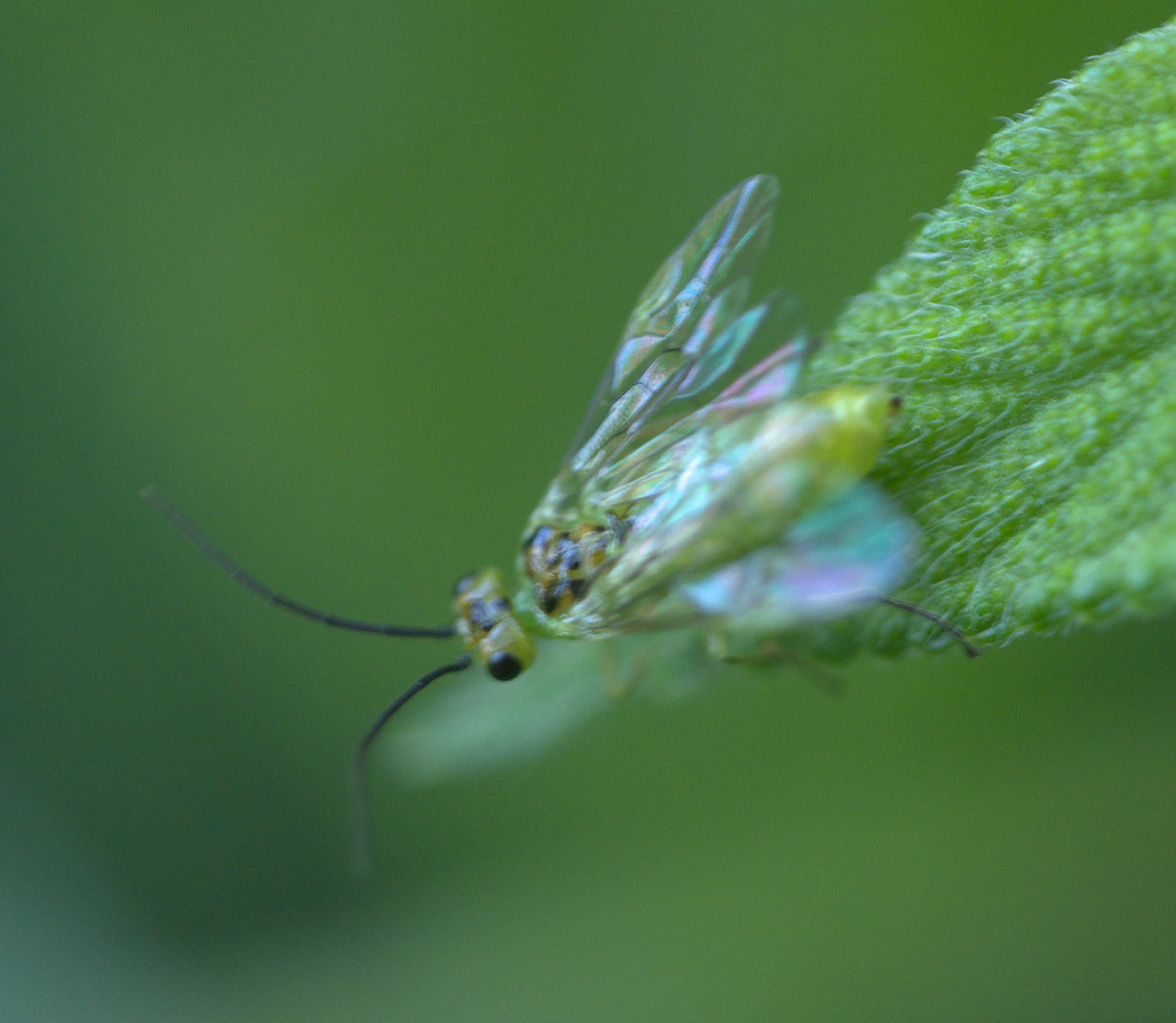